# 東寮

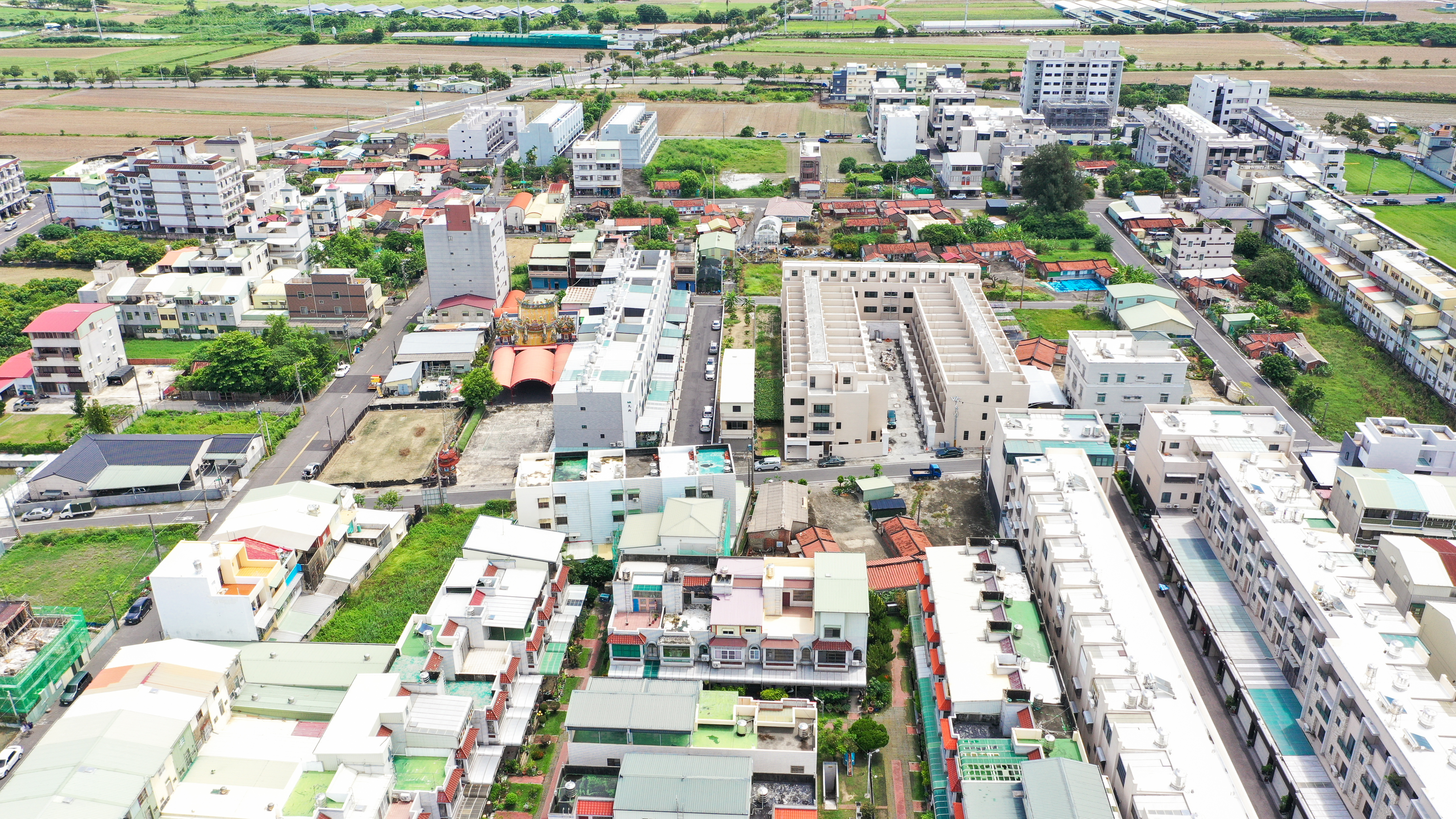
東寮空照-1

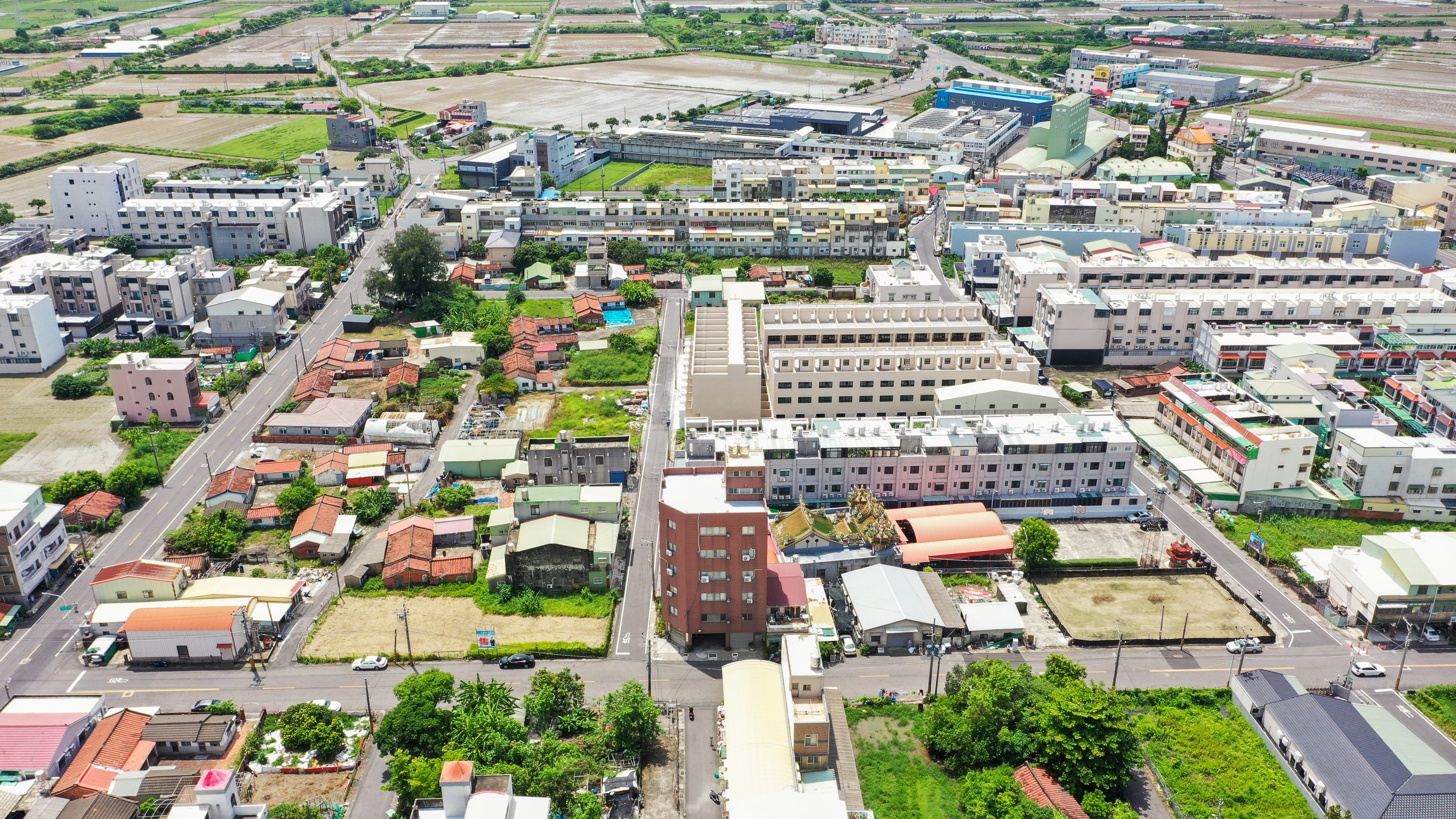
東寮空照-3

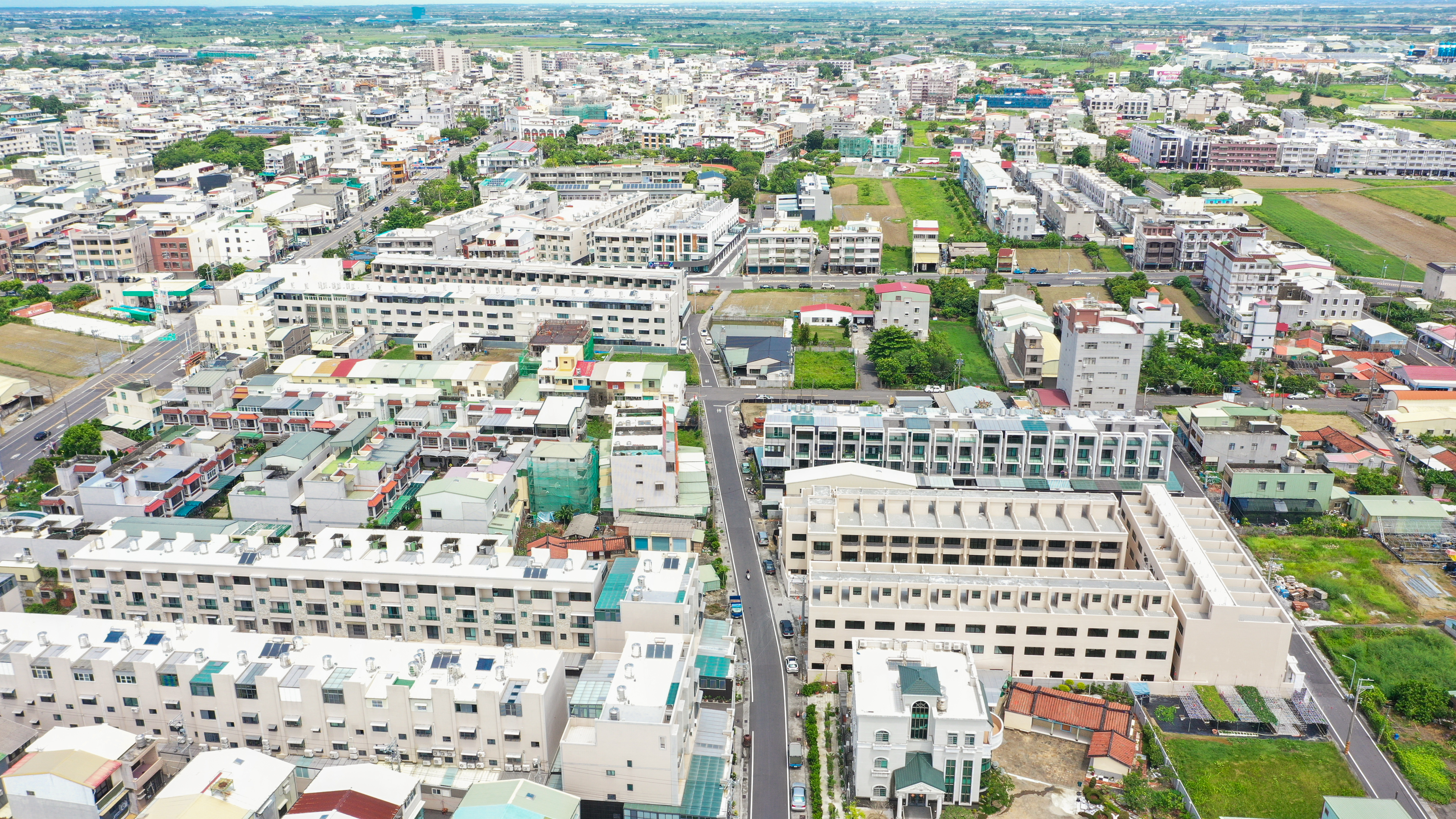
東寮空照-2

東寮是臺灣臺南市學甲區的一個傳統地域名稱，大範圍的東寮是指舊時學甲十三庄的莊頭之一，而小區域的方面來說同時也是東寮庄中的一個角頭聚落，日治時期稱為學甲九保，東寮與東竹圍、新二港仔等三聚落組成學甲區中的新榮里，學甲慈濟宮選舉區則歸為六分角。

## 地理位置
東寮（Tang-liâu）位於學甲市區東南邊的寶發路以南，西面至華宗路（即臺19線），另東與南面外圍則由市171線由東轉西南作環狀圍繞。　

## 庄頭脈絡
緣由明鄭時期由來自福建省泉州府銀同縣（同安縣的別稱，今為同安區）陳姓先祖，於學甲東邊建寮墾荒此聚落，而因位於學甲之東故稱為東寮。而當地也有另一說法，因首批開墾先祖姓陳故稱此聚落為「陳寮」，其後因不識字或者將「陳」誤看為「東」，後便訛轉而成為東寮。再一說則是草創時期的住屋，皆是僅有簡陋的茅屋為主所以稱為「寮」，又因曙光是由東邊升起，所以此聚落才取名東寮。
日治時期稱東寮為「學甲九保」，而學甲慈濟宮信仰圈約於清同治9年（1870年）劃分為三角分別為後角、中角與下角，學甲是為庄母，而後來學甲因人丁增加，於是又畫分出第四個角頭六分角頭，包含有東寮與新寮、頂山寮等三聚落。所謂的六分角，即表示不足一角，乃是指此區的聚落人丁數較少之意。

## 交通
臺19線與南市171兩線，分別在東寮的西邊與北邊，也成為東寮的外圍道路。臺19線公路學甲段在112KM處，是較北的聚落有宅港、學甲寮，依序向南轉東，再往南進學甲的精華地帶，昔日有舊聚落煥昌、中社、下社仔、山寮、頂山寮等，接著東寮、大灣等主要聚落，大約在117KM處與佳里區溪州、營頂為鄰分界。臺19線在東寮聚落為內華宗路，約116KM~116.5KM之間，與寶發路（南市171線）以南的新榮路、東興路一帶，現今的行政區為新榮里。

## 宗教
開墾之初原本東寮聚落並無公廟，其後學甲人口數增加畫分六分角頭時，在3庄在合為一角之後共建了普濟寺，而在傳統的宗教活動上，六分角的3個庄並不參與學甲慈濟宮的普渡，他們是集中於新寮普濟宮普渡包括賞兵等宗教儀式。之後，1911年東寮建了屬於自家庄的角頭廟東興宮，其主祀為池府千歲，因而又脫離普濟寺的活動。